# طبیعت‌گرایی حقوقی
طبیعت‌گراییِ حقوقی (به انگلیسی: Legal naturalism) اصطلاحی است که توسط اولوفمی تایوو برای توصیف جریانی در فلسفه اجتماعی کارل مارکس ابداع شده است که می‌توان آن را جریانی از حقوق طبیعی تفسیر کرد. تایوو آن را تجلی قانون طبیعی در یک زمینه ماتریالیستی دیالکتیکی می‌دانست. این مفهوم وجود اولویت‌ها یا اصول قانونی را که بخش ذاتی یک سیستم اقتصادی را تشکیل می‌دهند، به رسمیت می‌شناسد.
تایوو با ایراد گرفتن از دوگانگی مارکسیسم در تقسیم‌بندی میان «زیرساخت» اقتصادی یک جامعه و «روبنای» انسانی، اخلاقی و فرهنگی توسط مارکسیسم، ناتورالیسم حقوقی را از آن متمایز کرد. او اذعان کرد که طبیعت‌گرایی حقوقی در نهایت «ترکیبی بدیعی از نظریه مارکسیستی با نظریه حقوق طبیعی» است. به گفته تایوو، طبیعت‌گرایی حقوقی هم حقوق طبیعی و هم حقوق اثباتی است و دوگانگی وجود حقوقی را تشکیل می‌دهد. این نظریه از سایر نظریه‌های ذیل ناتورالیسم متمایز است، به این معنا که قانون طبیعی را بخشی از شکل‌گیری اجتماعی یا شیوه تولید می‌داند.
یک مفهوم مرتبط با طبیعت‌گرایی حقوقی، آیسناترالیسم است که معتقد است ایده‌های طبیعت و الوهیت یا عقل، قوانین طبیعی و اثباتی را تأیید می‌کنند.

## کتاب‌ها
طبیعت‌گرایی حقوقی: نظریه‌ای مارکسیستی از حقوق (اولوفمی تایوو، انتشارات دانشگاه کرنل، ۱۹۹۶)شابک ‎۰−۸۰۱۴−۲۸۵۱−۳